# Gymnogryllus brevipennis
Gymnogryllus brevipennis är en insektsart som beskrevs av Lucien Chopard 1934. Gymnogryllus brevipennis ingår i släktet Gymnogryllus och familjen syrsor. Inga underarter finns listade i Catalogue of Life.